# Jan Kleski
Jan Kleski (23. března 1860 Verchnij Verbiž – 19. ledna 1934 Verchnij Verbiž) byl rakouský politik polské národnosti z Haliče, na počátku 20. století poslanec Říšské rady.

## Biografie
Absolvoval gymnázium a studoval práva na Vídeňské univerzitě a Černovické univerzitě. Patřil mu statek ve východohaličském Verchném Verbiži. Zastával funkci starosty města Kolomyja a byl dlouholetým okresním maršálkem v Kolomyji. Od roku 1908 do roku 1914 zasedal coby poslanec Haličského zemského sněmu. V době svého působení v parlamentu se uvádí jako velkostatkář v obci Verchnij Verbiž (Wierbiąż).
Působil také coby poslanec Říšské rady (celostátního parlamentu Předlitavska), kam usedl ve volbách do Říšské rady roku 1911, konaných podle všeobecného a rovného volebního práva. Byl zvolen za obvod Halič 17.
Uvádí se jako polský demokrat (Polskie Stronnictwo Demokratyczne). Po volbách roku 1911 byl na Říšské radě členem poslaneckého Polského klubu.
Veřejně a politicky činným zůstal i v meziválečném období. Od roku 1919 do roku 1922 byl poslancem polského ústavodárného Sejmu. Zastupoval poslanecký Klub Pracy Konstytucyjnej.